# 汤恒 (1965年)
汤恒（1965年7月—），男，中华人民共和国外交官，曾任中华人民共和国驻哥斯达黎加共和国特命全权大使。

## 生平
1987年，进入中华人民共和国外交部工作，先后在外交部西欧司、驻意大利大使馆交替任职。2003年，任驻意大利大使馆参赞。2009年，任外交部机关党委副书记。2012年，任外交部机关党委（部党委国外工作局）副司级干部。2013年，挂职江苏省人民政府外事办公室副主任。2015年8月，出任中华人民共和国驻巴塞罗那总领事。2017年5月，出任中华人民共和国驻哥斯达黎加大使。2024年4月，自驻哥斯达黎加大使离任。

## 家庭
已婚，有一子一女。

## 荣誉

### 外国勋章奖章
- 胡安·莫拉·费尔南德斯银质大十字级国家勋章（哥斯达黎加，2024年4月2日于圣何塞颁发[4]）